# Друга брачна ноћ
Друга брачна ноћ (енгл. The Awful Truth; „Страшна истина”) је амерички љубавно-хумористички филм из 1937. године, режисера и продуцента Леа Макерија, према сценарију који је Виња Делмар написала на основу истоимене позоришне представе Артура Ричмана. Главне улоге у филму тумаче Ајрин Дан и Кери Грант, а радња прати богати брачни пар који започиње поступак развода, али потом почињу да се мешају у међусобне љубавне везе.
Ово је био први филм који је Макери режирао за студио Columbia Pictures, при чему су дијалози и комични елементи углавном били импровизовани од стране режисера и глумаца. Костиме Ајрин Дан дизајнирао је Роберт Калок. Иако је Кери Грант покушао да напусти продукцију због Макеријевог режијског стила, Друга брачна ноћ је означила његово успињање у ред најпознатијих филмских звезда и заговорника импровизације на снимању.
Филм је постигао комерцијални успех и био номинован за шест Оскара, укључујући онај за најбољи филм, најбољу глумицу (Ајрин Дан) и најбољег глумца у споредној улози (Ралф Белами), а победу је однео у категорији за најбољу режију (Лео Макери). Конгресна библиотека је 1996. одабрала филм за чување у Националном регистру филмова Сједињених Држава као „културно, естетски, или историјски значајан”. Друга брачна ноћ је био први од три филма у којима су заједно глумили Кери Грант и Ајрин Дан, а следили су Моја најдража супруга (1940) и Серенада за грош (1941).

## Радња
Џери Воринер каже својој жени Луси да иде на одмор на Флориду, али уместо тога проводи недељу дана у спортском клубу у Њујорку. Када се врати кући, открива да је Луси провела ноћ у друштву свог згодног учитеља музике, Арманда Дувала. Луси тврди да се његов аутомобил изненада покварио. Ускоро она сазнаје да Џери уопште није био на Флориди. Њихово међусобно неповерење доводи до покретања поступка развода, а Луси добија старатељство над њиховим псом. Судија наређује да се развод финализује за 90 дана.
Луси се сели у стан своје тетке Петси. Њен комшија је љубазни, али простодушни трговац нафтом из Оклахоме, Дeн Лисон, чија мајка нема позитивно мишљење о Луси. Џери суптилно исмева Дена пред Луси, што је наводи да се још више привеже за њега. Џери почиње да излази са добродушном, али наивном певачицом Дикси Бел Ли, не знајући да она наступа у локалном ноћном клубу са срамотном, сексуално провокативном нумером.
Убеђен да Луси и даље има аферу са Дувалом, Џери упада у његов стан, само да би открио да Луси заиста учи певање и да управо наступа на свом првом рециталу. Схватајући да је можда још увек воли, Џери подрива Лусин углед код госпође Лисон, чак и док се Луси и Ден спремају за венчање. Када Џери покуша да се помири са Луси, открива Дувала сакривеног у њеном стану, што доводи до туче између њих двојице. Истовремено, Ден и његова мајка се извињавају Луси што су је погрешно осудили. Када Џери избаци Дувала из собе у којој су се скривали, Ден раскида веридбу са Луси и он и његова мајка се враћају у Оклахому.
Неколико недеља касније, Џери почиње да излази са богатом наследницом Барбаром Венс. Схвативши да и даље воли Џерија, Луси упада на забаву у вили породице Венс, на вече када развод треба да постане званичан. Претварајући се да је Џеријева сестра, она подрива његов углед, имплицирајући да им је отац био из радничке класе, а не богат. Понашајући се као кабаретска певачица, Луси изводи Диксину провокативну нумеру. Префињена породица Венс је згрожена.
Џери покушава да објасни Лусино понашање као пијанство и каже да ће је сам одвести кући. Луси намерно саботира аутомобил како би одложила њихово растајање. Када их заустави полиција на моторима, мислећи да је Џери пијан, Луси успева да потпуно оштети аутомобил. Полиција их потом одвози до оближње колибе тетке Петси. Иако спавају у одвојеним (али повезаним) собама, Џери и Луси постепено превазилазе свој понос и низ комичних неспоразума, како би признали „страшну истину” — да се и даље воле. Помире се тачно у поноћ, непосредно пре него што развод постане званичан.

## Улоге
| Глумац            | Улога         |
| ----------------- | ------------- |
| Ајрин Дан         | Луси Воринер  |
| Кери Грант        | Џери Воринер  |
| Ралф Белами       | Ден Лисон     |
| Александар Д’Арси | Арманд Дувал  |
| Сесил Канингем    | тетка Петси   |
| Моли Ламонт       | Барбара Венс  |
| Естер Дејл        | госпођа Лисон |
| Џојс Комптон      | Дикси Бел Ли  |
| Роберт Ален       | Френк Рендал  |
| Роберт Ворик      | господин Венс |
| Мери Форбс        | госпођа Венс  |
| Зита Молтон       | леди Фабијан  |